# Gundekar I.
Gundekar I. (auch: Gunzo; * 10. Jahrhundert; † 20. Dezember 1019 wahrscheinlich in Eichstätt) war Fürstbischof von Eichstätt von 1015 (?) bis 1019.

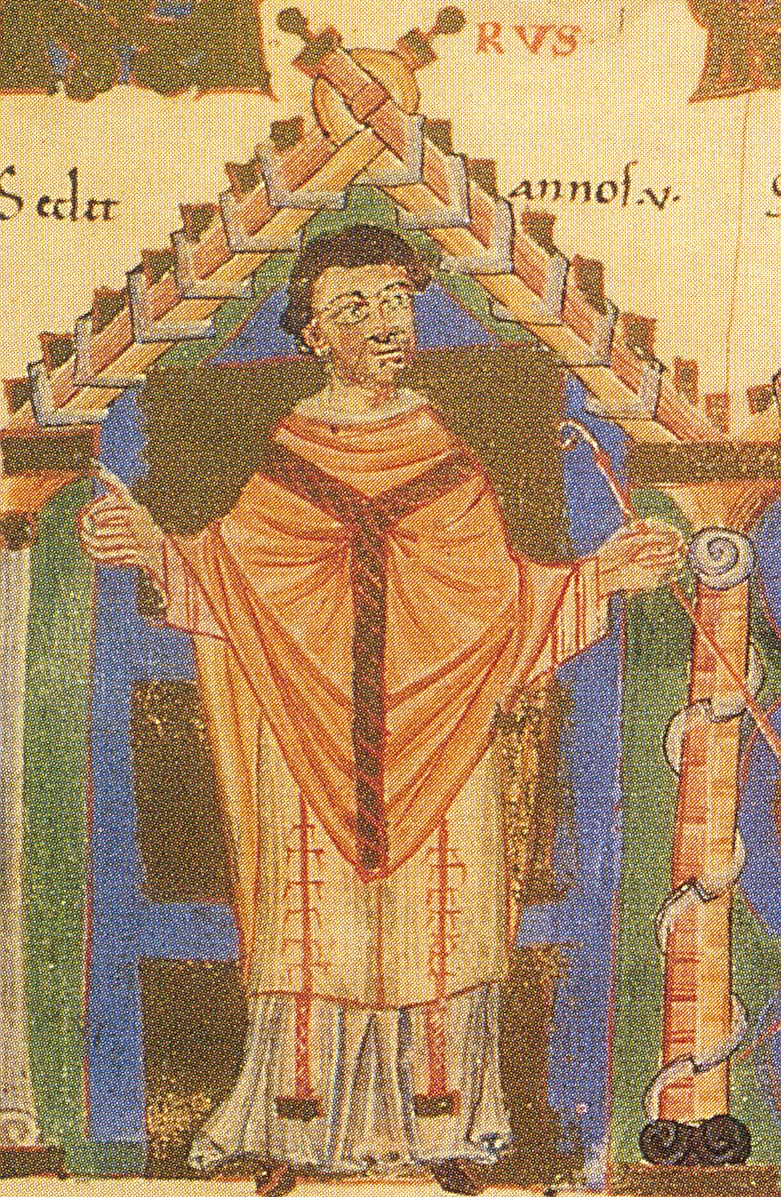
Gundekar I. im Pontifikale Gundekarianum

## Leben
Gundekar I. – auch Gunzo – war der erste Eichstätter Bischof von niederadeliger Herkunft, vermutlich aus einem reichsfreien Ministerialengeschlecht. Mittelalterliche Quellen, wie der Anonymus von Herrieden, bezeichnen ihn sogar als „unfrei“ und stellen seine vermeintliche Jagdleidenschaft missbilligend fest. Der von Anonymus geschilderte Tausch des Königshofes Nördlingen mit dem Bischof von Regensburg gegen ein Jagdgebiet in Ungarn fand wahrscheinlich schon unter seinem Vorgänger Megingaud statt.
Gundekar war zunächst Domkustos in Bamberg, was gegen eine niedere Herkunft spricht. Seine wohl noch 1015 erfolgte Ernennung durch Heinrich II. zum Bischof von Eichstätt war wohl bereits an die Durchsetzung von Gebietsabtretungen des Bistums Eichstätt an das vom Kaiser 1007 neugegründete Bistum Bamberg, vertreten durch Bischof Eberhard I., gebunden. In Eichstätt wurde Gundekar von Klerikern und Vasallen zwar umgestimmt, musste sich aber dem kaiserlichen Begehren im Oktober 1016 in Frankfurt beugen. So wurde der Süden des Radenzgaus, vornehmlich rechts der Pegnitz, abgetreten. Ein Entschädigung Eichstätts hat wahrscheinlich nur in geringem Umfang stattgefunden; wahrscheinlich gehören die Städte Beilngries und Berching zum Entschädigungsgut.

## Zitat aus: Anonymus Haserensis, De gestis episcoporum Eistetensium
„25. Als der allerchristlichste Kaiser Heinrich (II.) die Gründung des königlich ausgestatteten Bistums Bamberg nur vollenden konnte, indem er von den umliegenden Diözesen Bistumsgebiete erwarb, hat sich allein unser Streiter Gottes, gestützt auf seinen Charakter und seine Herkunft, ihm standhaft widersetzt und wollte sich bis ans Lebensende in keiner Weise mit dem nachteiligen Tausch abfinden. Nachdem jener segensvoll gestorben war, da sprach der listige Kaiser das Bistum Eichstätt, das von den Anfängen bis zur damaligen Zeit von adligen und hervorragendsten Männern geleitet worden war, nun schließlich einer unfreien Person zu und übertrug es einem gewissen Gunzo (Gundekar I.), dem Kustos der Bamberger Domkirche, damit er das besagte Vorhaben ausführe. Als unter diesem Bischof der Kaiser, der es mit der Verwirklichung seines Planes eilig hatte, den genannten Tausch rasch zum Abschluss bringen wollte und jener neue Bischof, gestützt auf den Rat seiner Kapelläne und seiner damals bedeutendsten Vasallen, beständig Widerstand leistete, soll der Kaiser zornentbrannt gesprochen haben: »Gunzo, was höre ich da von dir? Weißt du nicht, dass ich dich nur deswegen zum Bischof jenes Ortes gemacht habe, weil ich meinen Willen bei Deinem Vorgänger, obgleich er mein Verwandter war, nicht durchsetzen konnte und damit ich mein Vorhaben mit dir, der du dich nun genauso benimmst, ohne Verzögerung zur Ausführung bringe? Hüte dich, damit ich nie wieder so etwas von dir höre, wenn du das Bistum und meine Gnade behalten willst!« Als er dies vernommen hatte, fügte sich zwar der Bischof; der Klerus aber und die Vasallität verharrten so hartnäckig im Widerstand, dass der verabscheuenswerte Tausch mehr unter Zwang als freiwillig zustande kam.“